# Ňagov
Ňagov é um município da Eslováquia, situado no distrito de Medzilaborce, na região de Prešov. Tem 9,65 km² de área e sua população em 2018 foi estimada em 416 habitantes.

## Demografia
| Ano:        | 1994 | 2004    | 2014   | 2024    |
| ----------- | ---- | ------- | ------ | ------- |
| Broj ljudi: | 472  | 418     | 430    | 365     |
| Razlika:    |      | -11,44% | +2,87% | -15,11% |

| Ano:               | 2023 | 2024   |
| ------------------ | ---- | ------ |
| Número de pessoas: | 363  | 365    |
| Diferença:         |      | +0,55% |